# The Wedding from Hell (Čarovnice)
The Wedding from Hell je šesta epizoda prve sezone serije Čarovnice.

## Obnova epizode
Piper postane vodja kuhinje na poroki. Kmalu odkrije, da Jade ni oseba s katero se bi moral Elliot poročiti. Sume, da je nekaj narobe potrdi tudi umor župnika, ki ima pri sebi bodalo. Sestre zasledujejo Jade in odkrijejo, da je demon Hecate, ki je z Elliotovo mamo podpisala pogodbo o poroki. Sestre opogumijo Allison, da uniči poroko.